# 아마기 브릴리언트 파크
《아마기 브릴리언트 파크》(甘城ブリリアントパーク)는 가토 쇼지에 의해 작성된 일본의 라이트 노벨이다. 일러스트는 나카지마 유카가 담당하고 있다. 후지미 판타지아 문고 (후지미 쇼보)에서 간행되고 있다. 약칭은 「아마브릴」.
만화화, 애니메이션화·일본 국외에서의 번역판 간행, 스핀오프 소설 간행 등의 미디어 전개가 이루어지고 있다. 2014년 11월 시점에서 시리즈 누계 발행 부수는 40만 부를 기록했다.

## 줄거리

### 소설 《아마기 브릴리언트 파크》
주인공 카니에 세이야는 전학 온 수수께끼의 미소녀 센토 이스즈로부터 갑자기 머스켓총을 들이대고 데이트 권유를 승낙하게 되었다. 의자에 이끌려 온 장소, 그곳은 가면 안될 유원지로 악명 높은 아마기 브릴리언트 파크였다.

### 《메이플 서머너》
세계관을 공유한 스핀오프 작품이다. 저자는 야나가와 케이쇼이며 전 3권이다.

## TV 애니메이션
| 원작・시리즈 감수 | 가토 쇼지 (후지미 판타지아 문고)       |
| 원작 일러스트     | 나카지마 유카                          |
| 프로듀서          | 타나카 고, 치바 마코토 야마구치 마유미 |
| 감독              | 타케모토 야스히로                      |
| 시리즈 구성       | 시모 후미히코                          |
| 캐릭터 디자인     | 카도와키 미쿠                          |
| 프롭 디자인       | 타카하시 히로유키                      |
| 총작화감독        | 마루키 노부아키                        |
| 미술감독          | 와타나베 미키코                        |
| 색채설계          | 이시다 나오미                          |
| 촬영감독          | 토미이타 노리히로                      |
| 편집              | 시게무라 켄고                          |
| 음향감독          | 츠루오카 요타                          |
| 음악              | 미츠무네 신키치                        |
| 음악 프로듀서     | 石川吉元                               |
| 음악 제작         | 플라잉 도그                            |
| 애니메이션 제작   | 교토 애니메이션                        |
| 제작 협력         | KADOKAWA, 교토 애니메이션              |
| 제작              | 아마브릴 재생위원회, TBS               |